# 아모리 가르시아
아모리 가르시아(Amaury Garcia, 1975년 5월 20일 ~ )은 도미니카 공화국의 전직 야구 선수이다.
1999년 메이저 리그 플로리다 말린스 선수로 10경기에 출전해 24타수 6안타 타율 0.250을 기록했다. 이후 2002년 한화 선수로 한국 무대에 데뷔했으나 발목 부상으로 중도 퇴출됐다. 우투우타이다.